# 韩颖
韩颖（1973年12月29日—），北京市人，维权人士、人权捍卫者、微笑公益创始人，现居美国。

## 生平
2003年，因为祖宅面临非法拆迁而辞职维权。2009年，与其他公益人士在北京南站发放食品救助访民。2010年，开始帮助其他拆迁维权人士，代理多起行政诉讼。2011年，任公盟行政助理。2011年作为独立参选人参加北京市区县人大代表选举，但其表示在参选期间多次受到骚扰、抹黑。2014年10月1日，因为支持香港普选被刑事拘留。2014年11月6日被逮捕，羁押在北京市丰台看守所，后迁居美国。